# ロンゴブッコ
ロンゴブッコ（イタリア語: Longobucco）は、イタリア共和国カラブリア州コゼンツァ県にある、人口約3,000人の基礎自治体（コムーネ）。

## 地理

### 位置・広がり

#### 隣接コムーネ
隣接するコムーネは以下の通り。
- アクリ
- ボッキリエーロ
- カロヴェート
- カザーリ・デル・マンコ
- チェーリコ
- コリリアーノ=ロッサーノ
- クロパラーティ
- パルーディ
- ピエトラパオラ
- サン・ジョヴァンニ・イン・フィオーレ
- スペッツァーノ・デッラ・シーラ

## 行政

### 分離集落
ロンゴブッコには、以下の分離集落（フラツィオーネ）がある。
- Destro, Ortiano, Manco, Cava di Melis e San Pietro in Angaro